# スターウルフ
『スターウルフ』は、SF作家のエドモンド・ハミルトンによるスペースオペラ小説シリーズ。
1978年には、日本において小説を原案とした特撮テレビ番組が制作された。

## 小説
- 『さすらいのスターウルフ』（The Weapon from Beyond （1967年）、野田昌宏訳、ハヤカワ文庫SF1） 1970年8月31日 ISBN 978-4150100018
- 『さいはてのスターウルフ』（The Closed Worlds （1968年）、野田昌宏訳、ハヤカワ文庫SF29） 1971年6月30日 ISBN 978-4150100292
- 『望郷のスターウルフ』（World of the Starwolves （1968年）、野田昌宏訳、ハヤカワ文庫SF46） 1971年12月31日 ISBN 978-4150100469

表紙イラストについて、旧版は斎藤和明、新版は横山宏が担当。
第4巻である『Run Starwolf』は、ハミルトンが1977年2月1日に執筆途中で死去したため、未完の絶筆となってしまった。

### 概要
高重力惑星ヴァルナで生まれたヴァルナ人はすべて、驚異的な敏捷性と怪力、強靭な肉体をもち、凶悪無比の略奪行為を生業としていた。彼らは「スターウルフ」（宇宙の狼）と呼ばれ、全宇宙で忌み嫌われ、恐れられていた。地球人でありながらヴァルナで生まれ育ったモーガン・ケインはスターウルフの一員として悪徳の限りを尽くしていたが、分け前を巡るいざこざから、仲間の一人を殺してしまう。かつての仲間は、ケインを裏切り者と呼び、彼を殺そうとする敵となった。
ケインは負傷しながらも宇宙船で逃走したが、その宇宙船も破壊されてしまい、宇宙服を着込んで単身で脱出する。
宇宙空間を漂流するケインを拾ったのは、貧しき惑星である地球の外人部隊の宇宙船だった。ケインは外人部隊のリーダーのジョン・ディルロに一目で正体を見抜かれるが、ディルロはスターウルフの手口を知っているケインは傭兵の仕事に役に立つと考え、彼を殺さずそのまま連れて行くことにした。
こうしてケインは、ディルロ以外には素性を隠したままで外人部隊の一員となった。しかし、スターウルフたちも、仇であるケインを追い続ける。

## テレビ番組
ここでは日本においてのものを記す。本作品は英語版が作られ「逆輸出」された。
『スターウルフ』は、エドモンド・ハミルトン著の小説を原案として、1978年4月9日から同年10月8日までよみうりテレビ制作、日本テレビ系で毎週日曜日19:00 - 19:30に全24話が放送された、円谷プロダクション製作、放送開始当初は三洋電機グループ（現・パナソニックグループ）の単独提供による特撮テレビ番組。
円谷プロ創立15周年を記念して製作された本作品は、映画『未知との遭遇』や『スター・ウォーズ』のヒットをはじめとするSF映画ブームを反映して企画された。監修に宇宙ロケット工学の糸川英夫を迎え、対象年齢を高めに設定して1クールごとに完結の連続ドラマの体裁をとり、映像表現やストーリー展開に数々の新機軸を盛り込むという、それまで日本になかったタイプの本格SFドラマとして開始された。
しかし、人気が低迷したことから、第14話以降は『宇宙の勇者 スターウルフ』に改題し、スペースコマンドの隊員服が夏服に変更されたほか、コメディーリリーフとしてロボットのコンパチを登場させ、拳専用機であるステリューラーが装備されるようになった。
第18話以降は一話完結となり、物語もスピーディに展開されるようになったが、平均視聴率は4 - 7パーセント台（ビデオリサーチ、関東地方）と低迷した。当初の1979年4月までの予定（4クール）を大幅に下回る全24話で終了した。
当時の路線変更を報じた記事では、内容が凝りすぎた割に、年少の視聴者からは難解である反面、年長の視聴者からは物足りないという意見があったとされており、隊員服も変更され、スペースコマンド隊員の個性も強烈に描くとされている。読売テレビプロデューサーの佐野寿七は、同記事の中で「話が暗くなりがちだったため、ケンを宇宙の勇者に仕立て直す」と述べている。
特撮監督の佐川和夫や視覚効果の中野稔らによる宇宙戦の描写は、当時のテレビ特撮としては最高の映像とされる。
“SFという言葉は古い”という糸川により、宇宙飛行士を意味する「アストロノート」にちなんだ「アストロノーティカドラマ」という新語が作られ、「アストロノーティカシリーズ」と謳った。

### ストーリー
宇宙の略奪集団ヴァルナ星の戦闘部隊ウルフアタッカーが地球を襲撃した。その作戦行動中、アタッカーのエースで「スターウルフ」の異名を持つモーガン・ケンは、僚友であり恋人の兄でもあるスサンダーを己の逡巡が招いたトラブルから過って射殺してしまう。その結果、ケンは裏切り者としてウルフアタッカーから追われる立場に一転する。かつては恋人であったリージャも、兄の仇としてケンの命を狙う。
間一髪で脱出には成功したものの、宇宙服一つで宇宙空間を漂うこととなったケンは、地球の傭兵集団スペース・コマンドの宇宙船バッカスIII世号に救助される。ケンの不審な態度にスペース・コマンドの面々は疑惑の目を向け始めるが、キャプテン・ジョウはウルフアタッカーの地球襲撃によって妻子を喪ってしまった中、ケンの正体を察しながらも彼をかばい、スペース・コマンドの一員として迎え入れる。

### 登場人物

#### スペース・コマンド
宇宙船操縦の際にはユニフォームを着るが、グレーのサファリジャケットもある。
新星 拳
ヴァルナに移住した地球人の宣教師の息子で、両親の死後はハルカンに育てられた。21歳。両親の記憶はほとんど無く、自分のことを純粋なヴァルナ人だと思い込んでいた。スターウルフの異名を持つウルフアタッカーの一員であったが、地球襲撃の際に、自分と同名の子供とその母親を撃つことを躊躇し、誤って仲間のスサンダーを殺害してしまったため、裏切り者として追われる身となる。バッカスIII世号に救助された時には、宇宙をさすらう隕石山師と正体を偽っていた。
短気で直情型だが、苦しむ人を放っておけない優しさも持っている。
最終話においてハルカンを一対一の空中戦で倒したのち、「ヴァルナ星から悪人を一人もいなくする」と誓いを胸に、スペース・コマンドの仲間たちに別れを告げて故郷の再建のために去っていった。
第1話ではモーガン・ケンとも呼ばれている。
キャプテン・ジョウ
地球人のエースパイロットで、スペースエージェンシー所属の傭兵集団スペース・コマンドの隊長。48歳。初登場時は地球に帰還する最中で、引退して地球に残していた妻・まさみと娘・まゆみとの平穏な暮らしを夢見ていたが、妻子がウルフアタッカーの攻撃で殺されたことをきっかけにチームに留まる決意をする。ウィスキーが好き。
リュウ
カミソリのリュウの異名を持つバッカスIII世号の副キャプテン。32歳。ジョウとは10年以上のコンビ。ケンがスターウルフであることに勘付き、命令違反を犯してまで監視するが、ササール星の地雷原で命を助けられてからは彼を認めるようになる。
ヒメ
バッカスIII世号の通信担当。19歳。明るく勝気な性格。ケンに好意を寄せるも、本人は眼中に無かった。
ダン
バッカスIII世号のクルー。早とちりのダンと呼ばれる。
ビリ
バッカスIII世号の若手クルー。
コン8
正式名称コンピューターロボットRM8号。第14話から登場。球状の胴体に細いマニピュレーターとキャタピラの足を持つ。お調子者でチームのムードメーカー的存在。球体に変形して浮遊可能。頭頂部の穴から警報、煙幕、緊急用の酸素「コンガス」を放出できる他、第20話ではここから涙も流していた。頭頂部のバネ状のアンテナからショックビームを発射する。レーダーやサーチライトも装備している。
最終話でジョウの配慮により、ヴァルナ星に帰るケンをサポートするためにスペース・コマンドを去った。

#### スペースエージェンシー
芦田
3話に登場。スペース・コマンドが所属しているスペースエージェンシーの局長。

#### ウルフアタッカー
ハルカン司令
ウルフアタッカーの最高司令官。序盤では光剣を装備していたが、後半では軍刀を使うようになった。2クール以降はヘルメットを着用している。最終話においてヴァルナ星に突入したケンをウルフクロ―の大編隊で迎え撃つがすべて迎撃され、本人も専用機で空戦を挑むも撃墜され、「見事だぞ、スターウルフ」と称賛の一言を残して自らの宮殿に墜落して死亡した。
- NGコスチュームが存在し、一部の番宣に使用されている。

スサンダー
ケンの相棒だったが、地球襲撃の際、とある親子を「成長したら敵になる恐れがある」という理由で射殺しようとした際のトラブルにより、ケンに殺されてしまう。
リージャ
スサンダーの妹。ケンの恋人であったが、ヴァルナ星の掟に従いケンの命を狙う。本心ではケンをまだ愛しており、第7話でケンと再会し、ヴァルナの掟を捨てようとしたが、彼女に裏切り者の宿命を負わせたくなかったケンはそれを許さず、その後起こった不慮の事故によって、ケンはリージャが死んだと、リージャはケンが自分を撃ったと誤解したまま別離した。その後はブラックホール付近までバッカスIII世号を追跡したが、その後登場することは無かった。
バズカル将軍
第14話から第17話に登場。ハルカンと義兄弟（弟）の契りを結ぶドラゴン星の国王。敵対関係にある白十字星にしかない鉱石・サイモナイトから白十字星人だけに有効な殺人光線を開発した。白十字星を滅ぼすために、スペース・コマンドにサイモナイトを盗ませようと企む。
メルビン
第15話から第17話に登場。ウルフアタッカーの隊長。スターウルフの始末を命じられるも、失敗を繰り返してハルカンに処刑された。
ザイエン博士
第18話に登場。宇宙の天才科学者。惑星の空気を奪う新兵器を開発した。ハルカンと契約し、光る石の産地・惑星サラーを滅ぼして、光る石の4分の1を手に入れようと企む。
赤い流星
第19話に登場。本名不明の女殺し屋。専用の赤い宇宙船を持つ。その正体はアンドロイドで、右手の鉤爪から光線を放つ。
ゲビタス少尉
第20話に登場。観光惑星・極楽星に逃げ込んだ純金ロボットGC301を狙う。
ブランコ大臣
第21話に登場。観光惑星・極楽星のダムルス大統領の側近だが、実はウルフアタッカーの大佐であり、大統領の娘・チェリカを誘拐して大統領を失脚させ、極楽星を乗っ取ろうと企む。

#### ササール帝国軍
ヨローリン大尉
ササール星の士官で、敵対しているカラル星の捕虜となっていたが、カラル星からササール軍が開発中のスーパーウェポンの破壊を依頼されたスペース・コマンドの道案内役としてケンに脱獄させられ、行動を共にする。狭量で気位が高く、将校であることを鼻にかけてメンバーと対立していたが、次第に協力するようになる。捕虜になっていた時にカラル星人の自白装置によってスーパーウェポンの存在を喋ってしまっており、そのために祖国に見捨てられ、軍籍も抹消されたことをきっかけに、祖国への復讐を誓う。
タルザー
ササール星の総司令官。第12話に登場し、ササール星の科学者と共にスーパーウェポンの視察に現れた。
ササール星宇宙港基地司令官
10話に登場。タベラーからヨローリン大尉からの情報漏洩を聞き、バッカスIII世号の寄港を拒否した。
ダベラー
10話に登場。宇宙情報屋。ササール星宇宙港基地司令官に、ヨローリン大尉がカラル星に秘密をしゃべったことを伝える。

### 登場メカ
宇宙艦艇や航空機の塗装は、敵味方共に銀色が基本である。

#### スペースコマンド所属
バッカスIII世号
スペースコマンドの20等級小型高速宇宙船。定員7名（+最大20名）。本来は「オンボロ貨物船」と評される旧式化した艦であるが、キャプテン・ジョウの意向でスペース・エージェンシーの宇宙港で原型をとどめないほどの大改修を施され、ブラックホールに突っ込んでホワイトホールに抜けられるほどの耐久性と、小型戦闘艇とドッグファイトできるほどの高い運動性を得た。0.8光速での航行を可能とするプラズマパワーユニット、高性能イオンロケット4基、アンチレーダー、光子レーザー砲（別名・レーザーカノン）2門、光子ミサイル発射管2門、その他にも数ヶ所に小型火器を装備。特に防御力が高く、レーザー砲の一撃で砕け散る敵機と違い、被弾多数でも外装に閃光が飛び散るだけでびくともしない。
同型艦にレッドホース、ブルータイガー号などが存在するが、台詞のみで画面には登場していない。
- デザインモチーフは4発エンジン搭載の大型航空機。
- ミニチュアは大中小3種類制作された。最大のものは4尺。中サイズは、後に『ウルトラマン80』第23話に登場したスペース7号に改造された。また、1983年に円谷プロが制作した『ひなまつりアニメ・ファンタジー！宇宙の果てまで冒険旅行 ロマンチック銀河ツアーへの御招待!!』においても流用されている。さらにその後、アルバイトとして参加していた原口智生が、スペース7号の廃棄されたパーツからバッカスIII世号を復元している。
- 操縦席のセットは一度NGとなり、組みなおされている。

ステリューラー
拳専用の小型宇宙艇。第15話から登場。
バッカスIII世号に搭載されており、コクピットはバッカスIII世号内部のシューターで直結して即座に搭乗、船体下部カタパルトから発進できる。タイトロープと両翼にレーザー・キャノンを装備。高い運動性を持ち、大気圏を独力で離脱可能。

#### ウルフアタッカー所属
ビッグ・クラスター
ウルフアタッカーの司令母艦。エンジンは3基で、大型火器を備える。旗艦として大編隊の先頭に位置していることが多い。
- ミニチュアは2尺モデル。当初は短翼でデザインされており、数値データもこの時点で設定されたため、全長と最大幅の比率が劇中と一致していない。

ウルフクロー
ウルフアタッカーの主力高速戦闘艇。単発単座機で、母艦的な艦艇を伴わずに常に単独で長距離を走破していた。武装は両翼下のレーザー砲4門。
- 翼はハヤブサが急降下する姿がデザインモチーフとなっている。佐川和夫からは『スター・ウォーズ』のXウイングそのままと要望されていたが、アルバイトとして参加していた原口智生はデザインを手掛けた山口修をはじめとしてスタッフの誰も『スター・ウォーズ』を観てはいなかったと証言している。
- ミニチュアは、高木敏喜が手掛けた板金製の大サイズ、カメイ模型によるFRP製の2尺サイズと1尺サイズ、玩具工場で複数生産されたソフトビニール製のロングショット用モデルの4種類が用いられた。1尺サイズの翼は可動式となっていたが、バンクの際に動いてしまうため固定された。

### キャスト
- 新星拳：東竜也
- ヒメ：谷川みゆき
- ダン：湯川勉
- ビリ：立山博雄
- リュウ：高橋長英
- ハルカン司令：山本昌平
- ヨローリン大尉：村松克巳
- スサンダー：杜澤泰文
- リージャ：島崎奈々
- ウルフアタッカー・ササール一般軍人等：富士スポーツ
- コン8の声：高橋和枝
- ナレーター：納谷悟朗
- キャプテン・ジョウ：宍戸錠

### ゲスト俳優
- 母親 - 高石裕子（1話）
- ケンの母 / シシル - 山本恵子（1、24話）
- 息子 - 安保幸宏（1話）
- マサミ - 折口亜矢（2、3話）
- マユミ - 鈴木真代（2、3話）
- 門脇三郎（2話）
- 芦田局長 - 平田昭彦（3話）
- レッドホース号キャプテン - 長沢大（3話）
- 大神真（3話）
- オデンジャア閣下 - 佐藤蛾次郎（5話）
- 高官ビルセン - きくち英一（5、10話）
- 士官 / ギル隊長 - 多宮健二（5、6、23話）
- 福永行雄（6、7、13話）
- 奈良光一（6、7、13話）
- 久保田鉄男（7話）
- 山中正樹（7、13話）
- 宇宙港基地司令 - 草野大悟（10話）
- ダベラー - 海野かつを（10話）
- 富川澈夫（10話）
- 総司令官タルザー - 小笠原弘（12話）
- 新兵 - 沢村正一（12話）
- 科学者 - 北見治一（12話）
- 村上幹夫（13話）
- 荒瀬寛樹（13話）
- ササール星士官 - 加地健太郎（13話）
- バズカル将軍 - 田中幸四郎（14、15、16、17話）
- ポーリヤ - 斉藤浩子（14、15、16、17話）
- ピリーナ - 立花美英（14話）
- メルビン隊長 - 中村良二（14、15、16、17話）
- ジェーゴ大佐 - 田中忠義（15、16、17話）
- プラーノ大臣 - 高杉玄（16話）
- パルス副官 - 池田駿介（16話）
- ザイエン博士 - 若尾義昭（18話）
- リア大佐 - 小倉雄三（18話）
- 山口譲（18話）
- 野口光絵（18話）
- エルバ局長 - 大山のぶ代（19話）
- 酒井昭（19話）
- 石川智子（19話）
- 謝秀容（19話）
- 佐野光洋（20話）
- ゲビタス少尉 - 琳大興（20話）
- カレン - 白石のり子（20話）
- ナムルス大統領 - 北川陽一郎（21話）
- ブランコ大臣 - 津野哲郎（21話）
- ガダル伍長 - 穴原正義（21話）
- チェリカ - 川井朝霧（21話）
- シンジの父 - 木田三千雄（22話）
- シンジ - 中林義明（22話）
- 倉富勝士（22話）
- オダ・タケシ - 浅沼晋平（23話）
- オダ・ユリ - 宝蔵寺三千代（23話）
- ビリ・レス・ラバス博士 - 富田浩太郎（24話）
- レミレ助教授 - 植木悦子（24話）
- 生沢雄史（24話）
- 佐田豊二（24話）
- 伊藤譲二（24話）

### スタッフ
- 企画：円谷皐、佐野寿七、円谷粲
- 監修：糸川英夫
- 原案：エドモンド・ハミルトン「スターウルフシリーズ」（早川書房刊）
- 翻訳：野田昌宏
- 音楽：前田憲男
- 技斗：大塚秀宣、渡辺安章（ワールドアクション）
- 撮影：森隆吉、内山五郎
- 照明：岸田国夫
- 美術：山口修
- 録音：本多孜
- 効果：片岡陽三
- 記録：宮崎信恵、藤沢すみ子、水平冨喜子、石山真弓
- 助監督：宮坂清彦、笠倉隆
- 【特撮スタッフ】
  - 撮影：房前満男、逢沢譲、佐藤貞夫
  - 照明：原文良
  - 記録：堀ヨシ子、北山早苗
  - 助監督：丸久夫、吉原勲
  - 操演：小笠原亀
- 色彩計測：小島勲、鈴木健治
- 美術助手：滝本住夫
- メーク：東坂アイ子、石塚アイ子
- 衣裳：西山尚美、京都衣裳
- 美術デザイナー：薩本尚武、井口昭彦、神沢信一
- 編集：武田うめ
- ネガ編集：武田幹夫
- 制作主任：坂本至徳、岩坪優、谷口正弘
- 制作担当：藤倉博
- 光学撮影：石田徹
- 視覚効果：中野稔（デンフィルム・エフェクト）
- 操演：沼里企画
- メイク：ビューティ・アイ・リップ
- MA：セントラル録音
- 現像：東京現像所
- 協力：美津濃スポーツ、ミサワホーム、日本ユニバック、横浜ドリームランド、富士企画
- 特撮監督：佐川和夫
- 制作プロデューサー：円谷粲、宍倉徳子
- プロデューサー：加藤弘三 (YTV) 、大橋益之助（電通）
- 制作：よみうりテレビ、円谷プロ

### 主題歌
- オープニングテーマ - 「青春の旅立ち」
- エンディングテーマ - 「さすらいのスターウルフ」
  - 作詞：林春生 作曲：森田公一 編曲：前田憲男 唄：ヒデ夕樹

13話以降はボーカルがテイク違いのものに変更されており、その音源は後年レコード・CDでリリースされている本作品のサウンドトラック盤には収録されていない。
上記2曲を収録したシングルレコードは、日本コロムビアより発売され、後にCD化も実現している。

### 放映リスト
| 話数                   | サブタイトル                 | 脚本         | 監督         | 放送日        | 視聴率       |
| スターウルフ           | スターウルフ                 | スターウルフ | スターウルフ | スターウルフ  | スターウルフ |
| ---------------------- | ---------------------------- | ------------ | ------------ | ------------- | ------------ |
| 1                      | さすらいのスターウルフ       | 阿部桂一     | 深沢清澄     | 1978年 4月9日 | 8.8%         |
| 2                      | 銀河を駆けろ! バッカスIII世  | 若槻文三     | 深沢清澄     | 4月16日       | 6.2%         |
| 3                      | 今 果てしない宇宙へ          | 山浦弘靖     | 金谷稔       | 4月23日       | 6.3%         |
| 4                      | 恐怖の恒星間航行             | 荒木芳久     | 金谷稔       | 4月30日       | 7.9%         |
| 5                      | スーパーウェポンの秘密       | 阿部桂一     | 深沢清澄     | 5月7日        | 4.8%         |
| 6                      | 危険な宇宙案内人             | 若槻文三     | 深沢清澄     | 5月14日       | 4.6%         |
| 7                      | 愛と憎しみの宇宙             | 山浦弘靖     | 金谷稔       | 5月21日       | 3.5%         |
| 8                      | 死を呼ぶブラックホール       | 山浦弘靖     | 金谷稔       | 5月28日       | 4.1%         |
| 9                      | 熱と光の宇宙ページェント     | 若槻文三     | 深沢清澄     | 6月11日       | 4.1%         |
| 10                     | 宇宙を燃やす大激戦           | 荒木芳久     | 深沢清澄     | 6月18日       | 6.1%         |
| 11                     | 未知の星の地雷原             | 阿部桂一     | 金谷稔       | 6月25日       | 6.1%         |
| 12                     | 惑星ミサイルに賭けた命       | 若槻文三     | 金谷稔       | 7月2日        | 5.7%         |
| 13                     | 大爆発0秒前                  | 荒木芳久     | 金谷稔       | 7月9日        | 7.5%         |
| 宇宙の勇者スターウルフ |                              |              |              |               |              |
| 14                     | 宇宙に浮ぶ黒い竜             | 長坂秀佳     | 深沢清澄     | 7月16日       | 6.0%         |
| 15                     | いん石群へ恐怖の突入         | 長坂秀佳     | 深沢清澄     | 7月23日       | 7.9%         |
| 16                     | 二つの顔のサイモナイト       | 長坂秀佳     | 金谷稔       | 7月30日       | 5.4%         |
| 17                     | いざ! 黒い星の決戦           | 長坂秀佳     | 金谷稔       | 8月13日       | 4.2%         |
| 18                     | パニック! 空気を盗まれた惑星 | 若槻文三     | 深沢清澄     | 8月20日       | 4.6%         |
| 19                     | ケンを狙う赤い流星           | 若槻文三     | 深沢清澄     | 8月27日       | 3.7%         |
| 20                     | 純金ロボットGC301            | 長坂秀佳     | 金谷稔       | 9月10日       | 6.0%         |
| 21                     | 悲劇の宇宙恐竜ニポポ         | 長坂秀佳     | 金谷稔       | 9月17日       | 6.3%         |
| 22                     | 灼熱地獄 地底人を救え!       | 山浦弘靖     | 深沢清澄     | 9月24日       | 5.0%         |
| 23                     | 謎の惑星半獣人               | 安藤豊弘     | 深沢清澄     | 10月1日       | 5.8%         |
| 24                     | 大宇宙 宿命の対決!           | 長坂秀佳     | 深沢清澄     | 10月8日       | 8.3%         |

### 放送局
※ 番宣ポスターでは31局フルネットと記している。
- よみうりテレビ（制作局）：日曜 19:00 - 19:30
- 日本テレビ：日曜 19:00 - 19:30
- 札幌テレビ：日曜 19:00 - 19:30
- 秋田放送：日曜 19:00 - 19:30
- テレビ岩手：日曜 19:00 - 19:30[31]
- 山形放送：日曜 19:00 - 19:30[32]
- ミヤギテレビ：日曜 19:00 - 19:30[33]
- 福島中央テレビ：日曜 19:00 - 19:30[33]
- 新潟放送：木曜 19:00 - 19:30[34]
- 北日本放送：日曜 19:00 - 19:30[35]
- 福井放送：日曜 19:00 - 19:30[35]
- 信越放送：木曜 19:00 - 19:30[34]
- 静岡放送：水曜 17:30　- 18:00（1978年4月19日放送開始）[36]
- 中京テレビ：日曜 19:00 - 19:30
- 広島テレビ：日曜 19:00 - 19:30
- 西日本放送：日曜 19:00 - 19:30
- 福岡放送：日曜 19:00 - 19:30
- テレビ宮崎：日曜 19:00 - 19:30

### 原作との差異
当初は原作の忠実な映像化を目指しており、企画書や初期脚本では登場人物や固有名詞も原作と同じものが記載されていた。
原作小説では「スターウルフ」という言葉（名詞）は宇宙の無法者たるヴァルナ人による略奪部隊の総称・異名として使われていたが、本作品では主人公ケンを指す固有名詞（通り名）としており、部隊名は初期は「ウルフアタッカー」、後期には「ウルフ軍団」と呼ばれる。原作の硬派な世界観とは異なるヒーロー性を強調した物語が目指されていた。
企画書では「ケンは地球人であるためヴァルナ人より弱い」と設定とされていたが、完成作品では「地球人でありながらヴァルナの高重力下で育ったため、ヴァルナ人より身体能力が高い」と変更された。
女性隊員はドラマ版オリジナルで、当初は二人予定されていた。主要メカであるバッカスIII世号もドラマ版のオリジナルであり、原作では乗船する船は固定されていない。
第1クールは原作第1作『さすらいのスターウルフ』を翻案した連続ストーリーとなっているが、端役であったヨローリンを主要人物に据えるなど変更点は多い。

### 特撮
目玉となる宇宙やメカニックの特撮に新技術が多く導入され、その完成度は後年でも高く評価されている。しかし特撮監督の佐川和夫と視覚効果の中野稔のこだわりが強いため、テレビ局への納品がぎりぎりになることが多く、初期には止め絵が多用されている。また第3・4話の段階でワンクール分の特撮予算を使いきってしまっている。
宇宙空間のシーンは、ハリウッドではモーションコントロール撮影により緻密な合成を行っているが当時の日本では実現が難しく、しかし従来のピアノ線による操演ではシャープな映像にはならないため、特撮監督の佐川和夫は別々に撮影したミニチュアと背景を合成する半ダブラシ合成という独自の手法を用いている。銀色のミニチュアと黒いバックをネガフィルムで撮影し、これを反転させることで合成用マスクを作るため、従来のブルーバック合成よりも時間および費用の削減を実現している。しかしこの手法は、黒い部分は素抜けになってしまうためミニチュアには照明をフラットに当てねばならずメカの質感が出しにくいという短所もある。またブルーバックほどきれいなマスクにはならないため、合成すると多少重なる（ダブる）部分ができてしまい、このことが「半ダブラシ合成」の名前の由来にもなっている。合成用の背景となる星空は、40日かけて150カット、300から400パターンを撮影しライブラリー化して用いている。
コックピットでの超加速状態は俳優に高圧空気を噴きかけて表現している。宍戸錠は当時頬に詰め物をしていたため変形が危惧されたが特に問題はなかったという。

### 造形・美術
- フリーの特撮美術スタッフが製作時期の重なっていた東映の『宇宙からのメッセージ』に参加していたため[46]、本来は演出の神澤信一がデザイナーとして参加し[20]、第4話までは『恐竜大戦争アイゼンボーグ』と掛け持ちであった美術の山口修とアルバイトで参加していた当時高校生の原口智生の二人だけで美術制作を行っていた[47]。第4話以降ではバッカスIII世号のコックピットなどが造り直されている[48]。
- バッカスIII世号の船内各種モニター画面には、日本ユニバックが開発したメインフレームコンピュータの端末機が使われている（"UTS400"の表示）。ササール帝国軍の基地設備としても、磁気テープ装置をはじめとするコンピュータ本体が見受けられる。
- 劇中におけるウルフアタッカーのミニチュア群は、ポピーによるソフトビニール製の特注品も併用されており、100機余りの機体が特撮班に提供されていた。
- 第1クールでスペースコマンドが着用していた制服は、美津濃スポーツ製のスキーウェアを素材としており、同時期に製作された『恐竜戦隊コセイドン』においても、コセイダーの衣装の素材に使われていた[49]。

### キャスティング
- ダン役を演じていた湯川勉は、宍戸錠の付き人を務めていた関係から、本作品で俳優デビューを果たすことになった[50]。
- ヒメ役には当初、荒木由美子がキャスティングされていた[51]。
- リージャ役の島崎奈々は、父親がアメリカ人で母親が日本人。1957年12月10日にアメリカで生まれたが、横浜市で過ごす。東映演技研修所を経て、本作品で正式デビューした[52]。なお、島崎本人は黒髪で、リージャの金髪はカツラである。
- 美術アルバイトで参加していた原口智生は、アクションを担当していた富士スポーツに安川剣友会の先輩がいたことからアクションにも参加している[47]。関連書籍など[28][53][7]でウルフアタッカー団員として紹介されることが多いスチールの一人は原口である[47]。
- 第12話でササール星の若き兵士役を演じた沢村正一は、俳優としてはNHKの少年ドラマシリーズ「幕末未来人」の副主役で知られているが、後に俳優業を引退。2代目引田天功のマジックショーにおけるアシスタント業が本職になった[50]。

### 備考
- 特撮の撮影は東京映画撮影所で行われていた。当初は大映撮影所を使用する予定であったが、その直前に撮影所が分社化された関係で使用できなくなった[39]。なお、東京映画撮影所は本作品製作中の5月12日に火事が起き、その後は東宝ビルトや国際放映に間借りして撮影が行われた[54]。
- 第1 - 3話は、阿部桂一・若槻文三・山浦弘靖の共作による1冊の脚本が、放送用に3分割されており、脚本のサブタイトルは「蒼い地球」と記されている。完成作品では省略されているが、脚本の冒頭にはナレーターによる状況説明が存在しており、惑星間における資源争奪戦の到来を視聴者に伝えることで、ウルフアタッカーの地球襲来が描かれる構成となっていた[50]。
- 第11話は、阿部桂一名義と、荒木芳久名義による、同一内容の脚本が別々に存在している。単なる誤植なのか、それとも共作であったのかは、未だ不明である[50]。
- 7月23日には、プロ野球のオールスターゲームが、8月27日には、第1回目の24時間テレビ 「愛は地球を救う」が放送されるのに伴い休止となることで、本作品は半年間の放送にもかかわらず全24話で終了することになった。放映開始当初のスポンサーのうち、ポピー（現：バンダイ）は7月9日放送の15話を最後に、『びっくり日本新記録』から引き続き提供していた三洋電機は7月30日放送の第17話を最後に撤退した[注釈 3]。7月16日放送の第16話からは、ポピーの降板分を金鳥が補填し、8月6日放送の18話からは三洋電機の降板分を補填するために、金鳥を筆頭に雪印乳業・サントリー・呉工業・キヤノン・桃屋を加え、21話からは花王石鹸（現：花王）・味の素も、22話からは角川書店・カシオ計算機・パイロット万年筆も加わるなど、スポンサーを無理矢理に集めて放送を継続していた様子もうかがえる。後番組として再開した『びっくり日本新記録』も、三洋電機はスポンサーに復帰せず、複数社の提供で放送された。

### 映像ソフト
1994年に全24話を収録したLD-BOX化されている。販売元：バンダイビジュアル。
- スターウルフ メモリアルボックス（1994年4月21日、BELL-679）

2014年にDVD-BOX化されている。発売元：円谷プロダクション、販売元：東映・東映ビデオ。
- スターウルフ DVD-BOX 1（2014年01月10日、DSZS-07469） - 第1話から第13話を収録。
- スターウルフ DVD-BOX 2（2014年03月14日、DSZS-07470） - 第14話から第24話を収録。